# کولونی (مینه‌سوتا)
کولونی، مینه‌سوتا (به انگلیسی: Cologne, Minnesota) یک شهر در ایالات متحده آمریکا است که در مینه‌سوتا واقع شده‌است.

## خصوصیات
کولونی ۴٫۸۴ کیلومترمربع مساحت و ۱٬۵۱۹ نفر جمعیت دارد و ۲۹۲ متر بالاتر از سطح دریا واقع شده‌است.

## نگارخانه

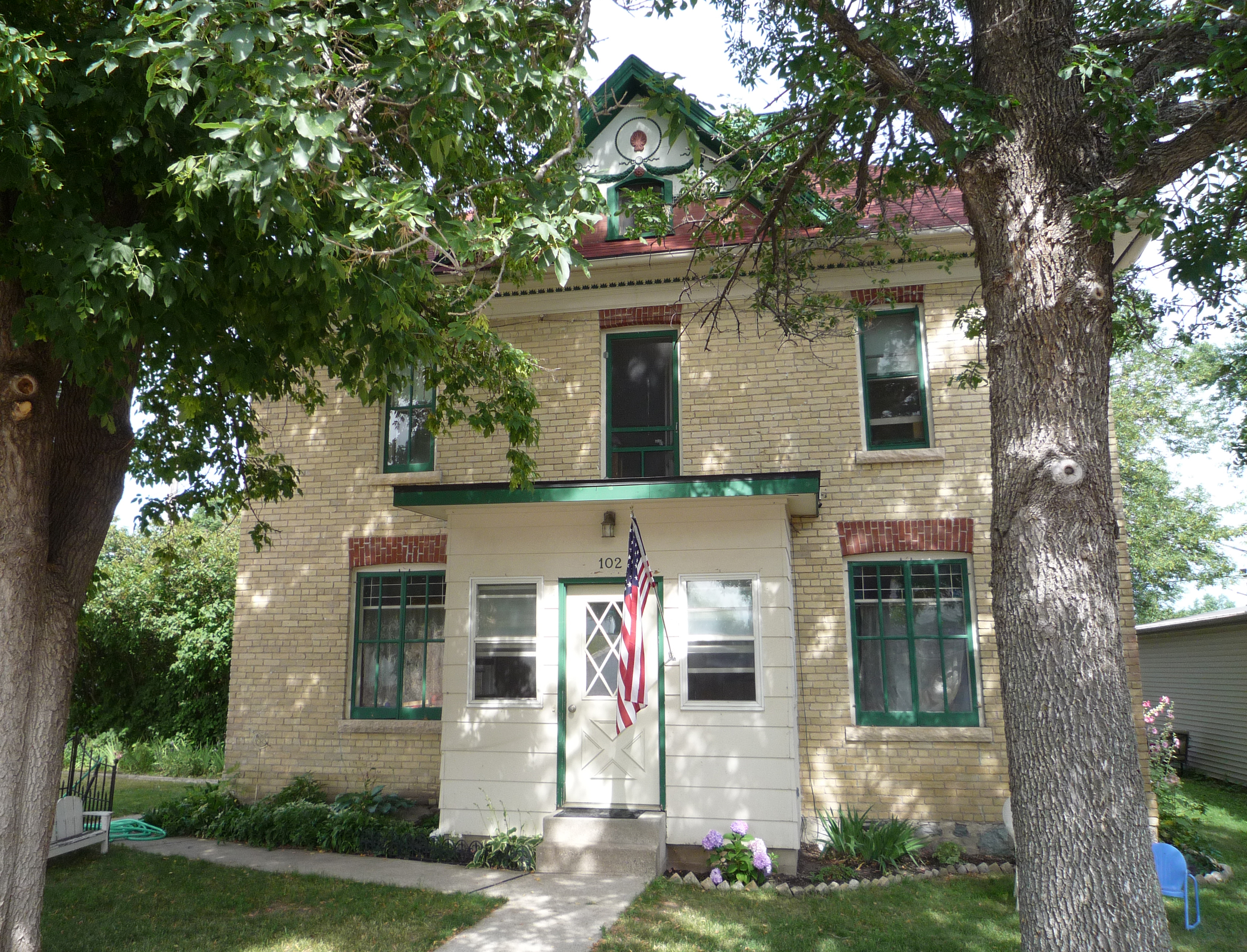
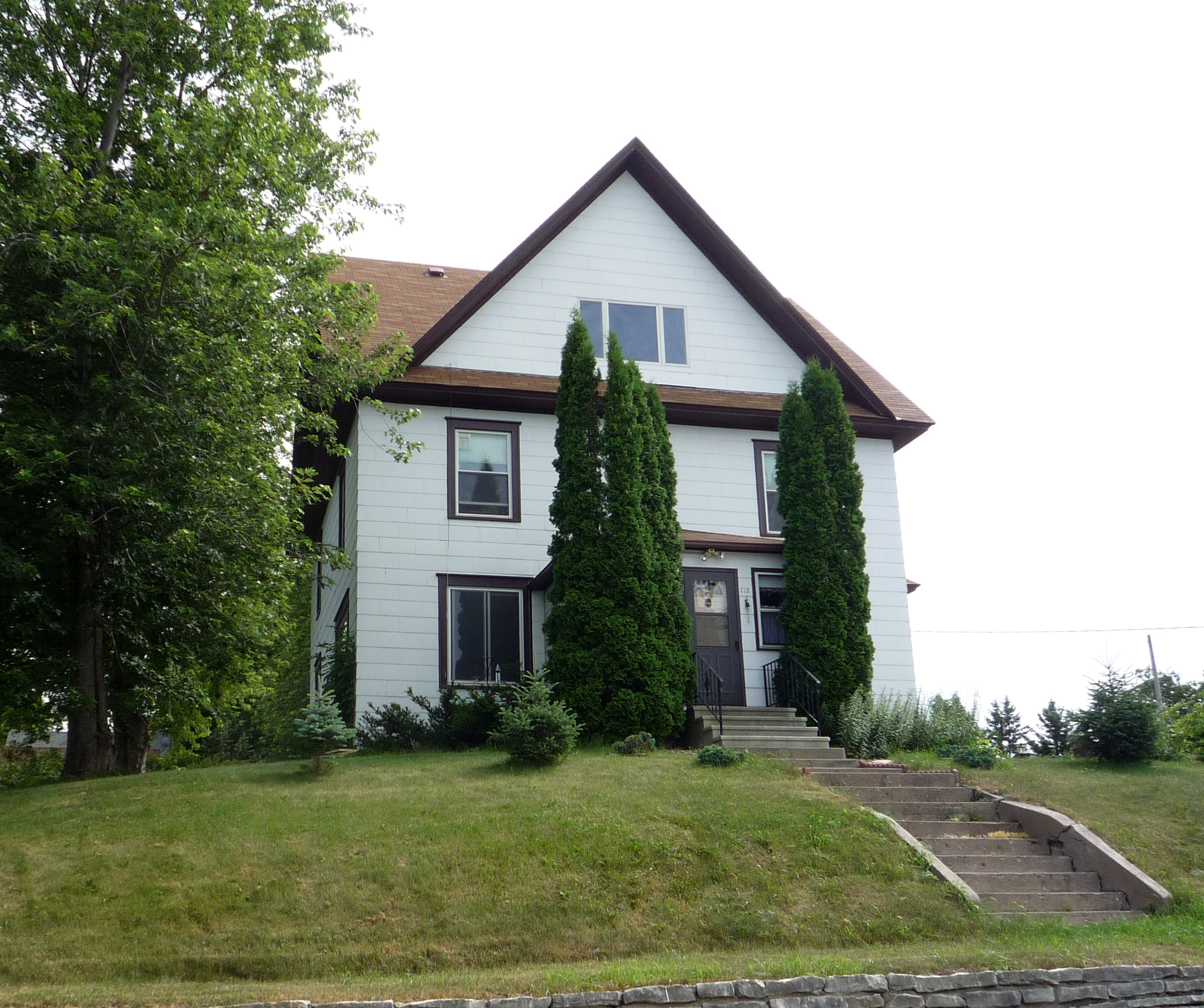
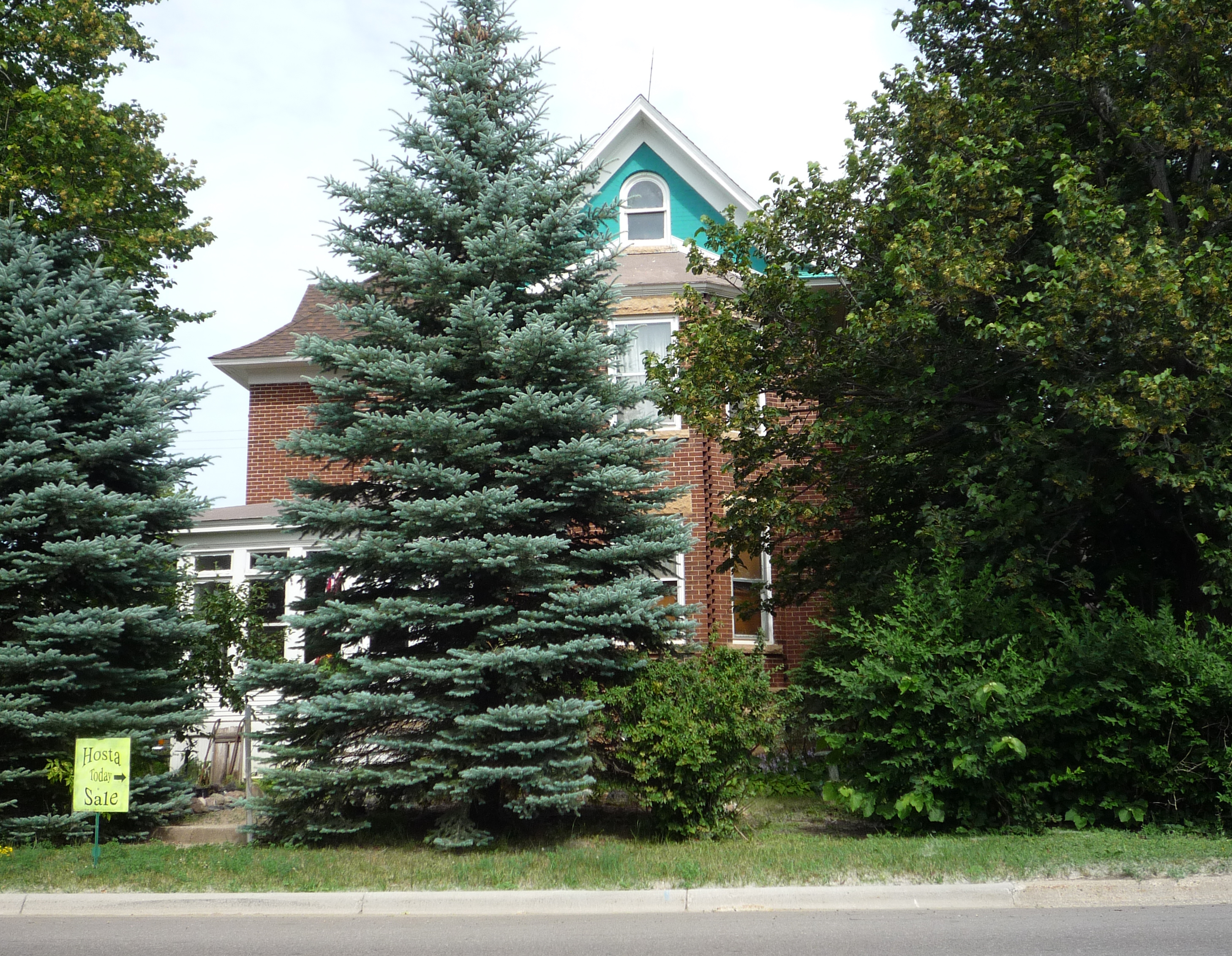